# Енслі Пірс
Енслі Алан Вільям Пірс (англ. Aynsley Alan William Pears, нар. 23 квітня 1998, Дарем, Англія) — англійський футболіст, воротар клубу «Блекберн Роверз».

## Ігрова кар'єра

### Клубна
Енслі Пірс є вихованцем клубної академії «Мідлсбро». У 2016 році він був внесений в заявку першої команди. З 2018 року воротар грав в оренді в клубах нижчих дивізіонів — «Дарлінгтон» та «Гейтсхед». Провівши сезон 2018/19 в складі «Гейтсхеда», Пірс був визнаний «Гравцем року». Після повернення до «Мідлсбро» Пірс дебютував в першій команді в матчі Кубку ліги.
В жовтні 2020 року воротар перейшов до клубу Чемпіоншип, з яким підписав чотирирічний контракт. 27 жовтня у матчі проти «Редінга» Пірс провів першу гру в новій команді. У матчі Чемпіоншип 1 жовтня 2023 року Пірс отримав травму і був змушений деякий час залишатися поза грою.

### Збірна
В 2016 році Енслі Пірс провів дві гри в складі юнацької збірної Англії (U-19).
В березні 2018 року воротар отримав виклик до збірної Англії (U-20) але через отриману травму не зіграв в команді.